# إجوازو
إجوازو بلدية في ولاية باهيا في المنطقة الشمالية الشرقية من البرازيل.